# 大塚恭司
大塚 恭司（おおつか きょうじ）は、日本のテレビディレクター、プロデューサー、映画監督。

## 経歴
慶應義塾大学在学中に、自主映画制作集団「ダイナマイトプロ」に参加。映画『シャッフル』『爆裂都市 BURST CITY』にスタッフ参加する。
大学卒業後日本テレビ放送網に入社。スポーツ中継、バラエティ班を経て、「11PM金曜日」の演出を担当。番組内で企画した『Mr.マリックの超魔術シリーズ』が大ヒットし、ゴールデンタイムに進出。以降8本のシリーズを全て構成、演出した。
その後『火曜サスペンス劇場』『金曜ロードショー』等のプロデューサーを経て、2005年に『女王の教室』で初めて連続ドラマを監督する。
2012年、日テレアックスオンに出向、他局の番組も手掛けるほか、土屋敏男が立ち上げた「LIFE VIDEO」に参加し、個人・団体・法人等の「自分史ビデオ」のプロデューサー・ディレクターとして活動する。
2018年、正式に日テレアックスオンに移籍。2019年、『東京アディオス』で映画監督デビューを果たした。
2023年、日テレアックスオンを退社。フリーランスとなる。

## 人物
- 放送局の垣根を越えた企画としてNHK BSプレミアム プレミアムドラマの演出を手がけた。同じく、2013年2月にはNHKと日テレが共同制作した「60番勝負」に参加。翌日の日テレでの放送までに両局が5分間のミニドラマを制作する「24時間ドラマ対決」の担当者に指名され、番組で設定されたテーマに沿い、ファンタジーとホラーを組み合わせたドラマを、出演者・脚本などが決まっていない状態から制作した。大塚を指名したのは、共に観客として参加していた土屋敏男である。
- “ジャパニーズモダン”な映像構成を得意としており、時折サブカル風の演出を織り交ぜる。
- 山野一の作品集『混沌大陸パンゲア』巻末の解説にて「自身は躁うつ病であった」と語っている[2]。

## 作品

### テレビドラマ
- ニッポンテレビ大学（1987年）※ ラジカル・ガジベリビンバ・システムなどが出演していた深夜番組。
- 演歌なアイツは夜ごと不条理な夢を見る（1992年）※松尾スズキ・宮藤官九郎のテレビ初脚本作品
- マジカル頭脳パワー!!（番組内コーナー「マジカルミステリー劇場」担当）
- 人類滅亡と13のコント集（2004年）
- 女王の教室（2005年）
  - 女王の教室 エピソード2〜悪魔降臨（2006年）
- 岡本太郎“明日の神話”復活スペシャル！（2006年）
- 演歌の女王（2007年）
- 探偵学園Q（2007年）
- 左目探偵EYE（2009・2010年）
- 終戦ドラマスペシャル 犬の消えた日（2011年）
- So long !（2013年2月11日 - 13日）※第1話
- フレネミー -どぶねずみの街-（2013年）
- 49（2013年）
- 金曜ロードSHOW! 特別ドラマ企画 仮面ティーチャー（2014年）
- プラトニック（2014年）
- 高嶺の花（2018年）
- トップナイフ-天才脳外科医の条件-（2020年）
- 夫婦が壊れるとき（2023年）
- 何曜日に生まれたの（2023年）

### プロデュース
- Mr.マリックの超魔術シリーズ（1989年 - ）
- 金曜ロードショー
- 火曜サスペンス劇場
- あぶない刑事
- 太陽にほえろ!2001（2001年）
- 月曜映画（タイトルバック演出兼務）

### 映画
- あぶない刑事 フォーエヴァー THE MOVIE（1998年）製作
- 千と千尋の神隠し（2001年）製作委員会スタッフ
- ROUND1（2002年）プロデューサー
- 東京アディオス（2019年）監督